# Египетско-индонезийские отношения
Египетско-индонезийские отношения — двусторонние дипломатические отношения между Египтом и Индонезией. Государства являются членами Организации Объединённых Наций, Всемирной торговой организации (ВТО), «Группы 77», Организации исламского сотрудничества, «Группы двадцати развивающихся стран», Исламской восьмёрки и Движения неприсоединения. Египет является членом БРИКС, в то время как Индонезия является страной-партнëром. 

## История
В 1947 году Египет и Индонезия установили дипломатические отношения. Государства являются странами с мусульманским большинством и значительным немусульманским меньшинством. Египет также стал первой суверенной страной, признавшей независимость Индонезии в 1946 году, за три года до официальной даты провозглашения независимости на международном уровне.

## Торговля
В 2014 году объём экспорта Индонезии в Египет вырос на 21,71 % и составил сумму 1,34 миллиарда долларов США. В 2013 году экспорт Египта в Индонезию достиг суммы 94,4 миллиона долларов США, поставлял минеральное сырье, цемент и фрукты.
В 2020 году объём товарооборота между государствами достиг суммы 1,5 миллиардов долларов США. Экспорт Индонезии в Египет: пальмовое масло, кофе, чай, текстиль и электронные устройства. 

## Дипломатические представительства
- Египет имеет посольство в Джакарте[9].
- Индонезия содержит посольство в Каире[10].